# Дибиров, Магомед-Кади Дибиргаджиевич
Магомед-Кади Дибиргаджиевич Дибиров (1875, аул Гочоб — 14 декабря 1929, город Махачкала) — дагестанский просветитель, религиозный и общественно-политический деятель. Также был известен как «Дебиров Мухаммад-Кады», «Карахский», «Карахлы», «ал-Карахи», а также «Мухаммад-Кади Дибиров».

## Биография
Родился в ауле Гочоб. Окончил медресе Абдул-Вагаб-хаджия Дыдымова, расположенное в селении Аксай. С 1895 года преподавал в медресе. Затем переехал в город Темир-Хан Шура (ныне Буйнакск), открыл мусульманскую школу. Работал кадием, мударрисом, преподавал в Буйнакском педтехникуме. Мухаммад-Кади Дибиров был первым председателем Милли-комитета.

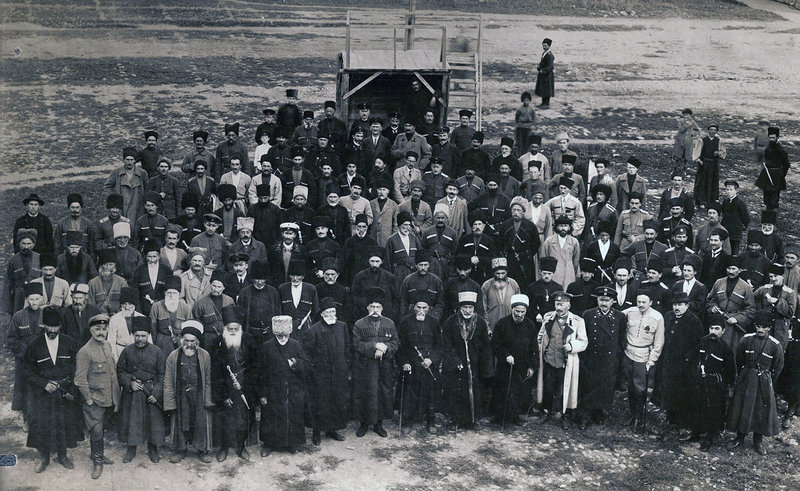
II съезд Союза горцев Северного Кавказа. Сентябрь 1917 года. Владикавказ. Дибиров стоит в центре второго ряда, 9-й слева

В 1918 году вместе с Г. Бамматовым. З. Темирхановым, Т. Чермоевым и А. Кантемиром был включён в состав делегации, отправленной в Османскую империю с просьбой об оказании помощи.
В июне 1929 года Дибиров и ещё 74 члена «Дини-комитета» были арестованы советскими спецслужбами и обвинены в членстве в «духовно-кулацкой контрреволюционной организации». 14 декабря того же года Дибиров был расстрелян, помимо него были расстреляны ещё 20 членов «Дини-комитета». Реабилитирован в 1988 году.
Составил кумыкский и аварский буквари, автор ряда неоднократно переиздававшихся научных трудов. «Къумукъ алифба», переиздававшихся несколько раз в Темир-Хан-Шуре (Буйнакске) — в 1913, 1914, 1915, 1922, 1924, 1926, 1927, 1928; «Букварь для взрослых» («Уллулар учун къумукъ алифба») — в 1924, 1926, 1927, 1928; «Уроки шариата» («Шариат дарслар уьч йыллыкъ мактабларда») — в 1914 г.; хрестоматии для 2-го года обучения под названием «Детский мир» («Яшланы дюньясы») — в 1922; учебного пособия для учителей по педагогике и педологии в 1924; трактата о нравственности «Наука по этике» («Илму ахлакъ») — в 1915. Перевёл на аварский и кумыкский языки ряд произведений, в том числе повесть Л. Н. Толстого «Кавказский пленник».
Помимо аварского (родной язык), владел также арабским, русским, турецким и кумыкским языками.